# Laimutis Adomaitis
Laimutis Adomaitis (ur. 7 września 1986) – litewski zapaśnik walczący w stylu klasycznym. Siedmiokrotny uczestnik mistrzostw świata, dziesiąty w 2006 i 2010. Brązowy medalista mistrzostw Europy w 2005. Brązowy medalista igrzysk wojskowych w 2007 i 2015. Trzeci na wojskowych MŚ w 2005 i 2014 i na akademickich MŚ w 2006 roku.